# A Southern Oregon Raiders amerikaifutball-vezetőedzőinek listája
Az alábbi listán a Southern Oregon Raiders amerikaifutball-csapata vezetőedzőinek statisztikái szerepelnek. Az 1927-ben alapított csapat a Frontier Conference tagjaként a National Association of Intercollegiate Athleticsben képviseli a Dél-oregoni Egyetemet.

## Vezetőedzők listája
| Edző            | Aktív évek | GC  | OW | OT | OL | O%   | CW | CT | CL | C%   | PW | PL | CC |
| --------------- | ---------- | --- | -- | -- | -- | ---- | -- | -- | -- | ---- | -- | -- | -- |
| Roy McNeal      | 1927–31    | 27  | 13 | 5  | 9  | 57,4 | –  | –  | –  | –    | –  | –  | –  |
| Howard Hobson   | 1932–34    | 20  | 12 | 1  | 7  | 62,5 | –  | –  | –  | –    | –  | –  | –  |
| Jean Eberheart  | 1935–38    | 24  | 3  | 3  | 18 | 18,8 | –  | –  | –  | –    | –  | –  | –  |
| Al Simpson      | 1946–50    | 44  | 27 | 1  | 16 | 62,5 | –  | –  | –  | –    | –  | –  | –  |
| William Abbey   | 1951       | 9   | 1  | 0  | 8  | 11,1 | –  | –  | –  | –    | –  | –  | –  |
| Alex Petersen   | 1952–54    | 22  | 8  | 0  | 14 | 36,4 | –  | –  | –  | –    | –  | –  | –  |
| Al Akins        | 1955–69    | 136 | 71 | 3  | 62 | 53,3 | –  | –  | –  | –    | –  | –  | –  |
| Larry Kramer    | 1970–71    | 20  | 3  | 0  | 17 | 15   | –  | –  | –  | –    | –  | –  | –  |
| Scott Johnson   | 1972–79    | 74  | 35 | 0  | 39 | 41,7 | –  | –  | –  | –    | –  | –  | –  |
| Chuck Mills     | 1980–88    | 92  | 44 | 1  | 47 | 48,4 | –  | –  | –  | –    | –  | –  | –  |
| Jim Palazzolo   | 1989–95    | 63  | 30 | 2  | 31 | 49,2 | –  | –  | –  | –    | –  | –  | –  |
| Jeff Olson      | 1996–2004  | 86  | 50 | 0  | 36 | 58,1 | –  | –  | –  | –    | –  | –  | –  |
| Shay McClure    | 2005       | 10  | 1  | 0  | 9  | 10   | –  | –  | –  | –    | –  | –  | –  |
| Steve Helminiak | 2006–10    | 47  | 16 | 0  | 31 | 34   | –  | –  | –  | –    | –  | –  | –  |
| Craig Howard    | 2011–17    | 48  | 34 | 0  | 14 | 70,8 | 23 | 7  | 0  | 76,7 | 5  | 2  | 1  |
| Charlie Hall    | 2017–2023  | 54  | 28 | 0  | 26 | 51,9 | 26 | 0  | 24 | 52   | 2  | 1  | 1  |
| Berk Brown      | 2023–      | –   | –  | –  | –  | –    | –  | –  | –  | –    | –  | –  | –  |

## Fordítás
- Ez a szócikk részben vagy egészben  a   List of Southern Oregon Raiders head football coaches című angol Wikipédia-szócikk ezen változatának fordításán alapul.  Az eredeti cikk szerkesztőit annak laptörténete sorolja fel. Ez a jelzés csupán a megfogalmazás eredetét és a szerzői jogokat jelzi, nem szolgál a cikkben szereplő információk forrásmegjelöléseként.